# 八一勲章 (2017年)
八一勲章は中華人民共和国の勲章の一つ。中央軍事委員会から中国人民解放軍、中国人民武装警察部隊及び公安現役部隊に所属の軍人と文官に授与される最高の軍事勲章である。

## 歴史
2017年6月12日に習近平党総書記、国家主席兼中軍委主席の批准により、1955年から1957年にかけて国共内戦の功労者に授与された八一勲章と同名の勲章として制定された。授与は中央軍事委員会によって決定され、軍事委員会主席によって行われるとされた。2017年7月28日、10人に対して最初の授与が行われた。

## 受章者
2017年
- 麥賢得
- 馬偉明
- 李中華
- 王忠心
- 景海鵬
- 程開甲
- 韋昌進
- 王剛
- 冷鵬飛
- 印春榮

2022年
- 杜富国
- 錢七虎
- 聶海勝